# Cañada de Gómez
Cañada de Gómez – miasto w Argentynie, położone w południowej części prowincji Santa Fe, 367 km od stolicy państwa Buenos Aires.

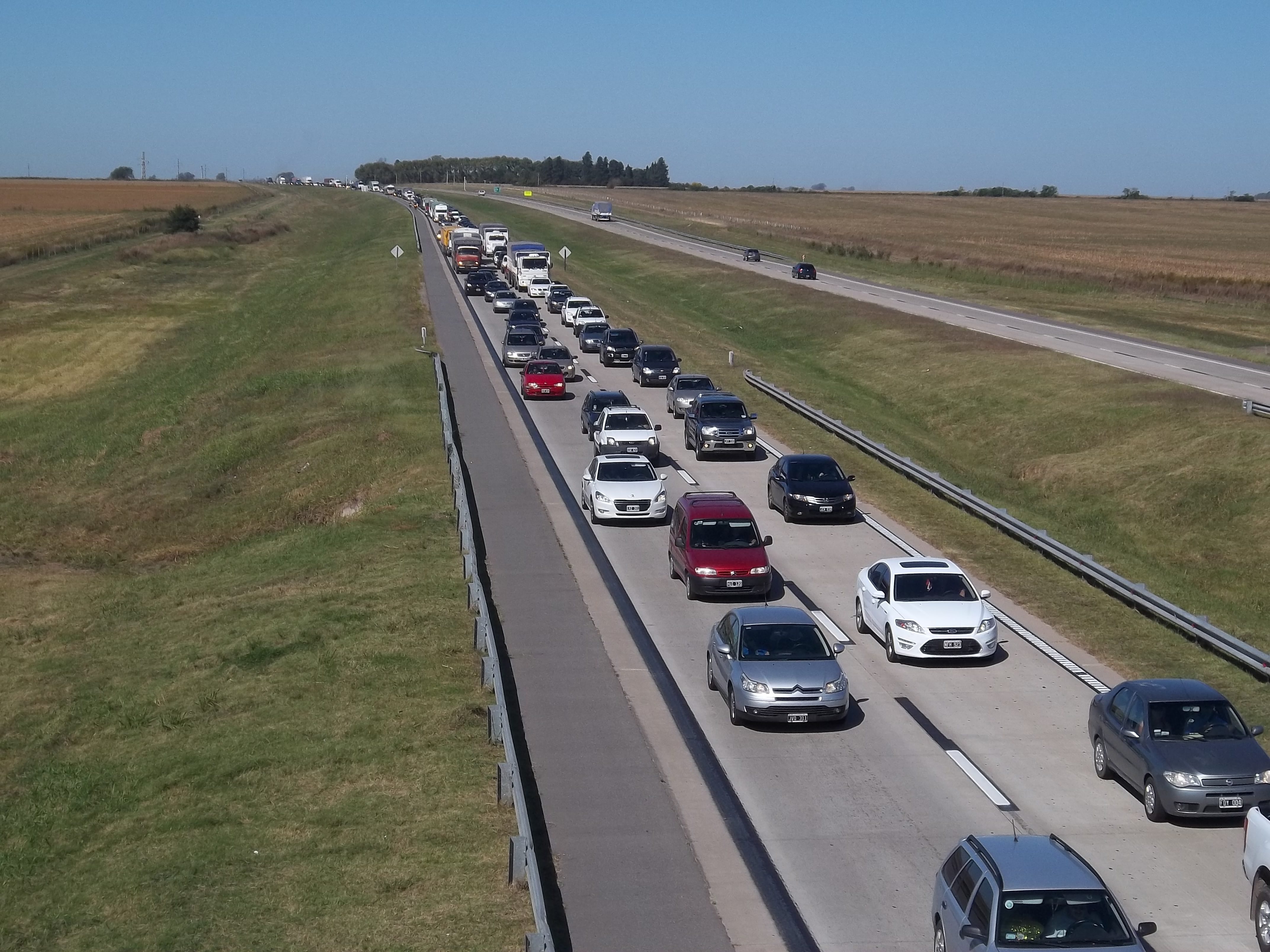
Autostrada RN9 Rosario-Córdoba

## Opis
Miejscowość została założona 1869 roku, obecnie ważna stacja węzłowa, węzeł drogowy. Przez miasto przebiega autostrada RN9 Rosario-Córdoba.

## Baza hotelowa
- Hotel Avenida[3]
- Hotel Genga Hnos[4]
- La Cañada Apart Hotel[5]